# جورج دبليو. تومسون (عسكري)
جورج دبليو. تومسون (بالإنجليزية: George W. Thompson)‏ هو عسكري وجندي أمريكي الاصل، (ولد في Victory, Cayuga County, New York ‏  نيويورك في الولايات المتحدة الامريكية 1847  م).